# セオドア・"ティーバッグ"・バッグウェル
セオドア・"ティーバッグ"・バッグウェル (Theodore "T-Bag" Bagwell) は、テレビドラマ『プリズン・ブレイク』の登場人物。ロバート・ネッパーが演じている。
頭文字からティーバッグ (T-bag) と呼ばれている。白人至上主義の両性愛者にして抜け目のない凶悪犯で、多くの人々を殺害している。全編通して基本的にマイケルらとは敵対しているが、利害関係が一致して手を組むときもある。

## 人物
実父の妹である、障害を持つ叔母との間に出来た子であるとブラッド・ベリックにより公衆の面前で暴露された。その際、他人に対し基本的に嘲りや皮肉でもって相対していたセオドアが初めて激昂した。

### シーズン1
訪れていた家の主人・ホランダー婦人に通報されフォックスリバー刑務所収監された。刑務所内で初めてマイケルと接触し、当初は好意を抱くも後に大きな確執が生まれる。
前半ではマイケルの策によって冷房無しでの房内監禁状態に置かれ、間接的に暴動を起こすように仕向けられた際にマイケルとスクレの房内で脱獄ルートを発見、半ば強引に脱獄計画に加わる。この際、彼と共に脱獄ルートを発見した看守を殺害する。また、『恋人』セスを間接的に殺害する。
その後、新たな『恋人』としてトゥイーナーに目をつけるもセスの死を受けたマイケルの妨害に遭い、彼と対立していく。そんな中、脱獄チームのメンバーを一人減らさなければ逃げ切れないという情報を得て、チームの一員であり、逃走用の飛行機を手配する役であるマフィアのボス、ジョン・アブルッチとの対立の中で彼に重傷を負わせ、強制的にチームから抜けさせた。
脱獄に成功したものの、確実にアブルッチの飛行機に乗る策として、診療室でマイケルの兄のリンカーン・バローズの監視をしていた看守リゾから奪った手錠をマイケルと自分につなぎ、鍵を飲み込んだ。それが災いし、アブルッチの報復に遭って手首を切断される。

### シーズン2
脱獄に成功したものの手首を失い、その切断された手首を発見し獣医のグダット医師を脅して接合させ、口封じに彼を殺害した。しかし動物専門の治療だったため、感覚までは戻らなかった。逃亡する中で伝説の強盗、D・B・クーパーの遺したとされる埋蔵金を求めて、埋蔵金の眠るダブルＫ農場後へ向かい、奪った埋蔵金の地図のページを取引材料にマイケルらと組み、共に埋蔵金を発見、マイケルとスクレを出し抜き埋蔵金を手にした。
その後、ホランダー夫人の家に向かったが、ティーバッグの脱獄を知った彼女はすでに引っ越してしまい、空き家となっていた。そこに待ち伏せていたフォックスリバーの元看守・ブラッド・ベリックとロイ・ギアリーに激しく拷問された挙げ句にその手首を縛られて閉じ込められた際に手首を自分で切り離して脱走している。また、この後は義手を身につけている。
その後、ついにホランダー夫人の下へたどり着き、彼女とその家族を自身の実家へ連れて行き、共に生活するよう持ちかけるも婦人に拒まれ、彼女らをそこに軟禁して再び逃亡する。しばらくしてティーバッグしか知らないはずのその場所に警官隊が彼女らを助けに来る中、彼は逃亡先で携帯電話を握り締め、涙していた。
終盤、ティーバッグと顔がよく似ていたセラピストの男性を殺害してパスポートと名を奪ってパナマへ向かい、埋蔵金を狙うベリックとその彼に恋人マリクルースを人質に取られたスクレ、そしてFBI捜査官マホーンの策で引き寄せられた因縁の相手マイケルと対決する。ベリックを策にハメてパナマ警察に逮捕させ、スクレにも重傷を負わせるも、マイケルとの一騎討ちに敗れ、パナマ警察に逮捕されてしまう。
刑務所内で『組織』と釈放の取引をしていた事が発覚するも、それを反故にされ凶悪犯の巣窟・SONAに収監される事に。